# Verquin
Verquin est une commune française située dans le département du Pas-de-Calais en région Hauts-de-France.
La commune fait partie de la communauté d'agglomération de Béthune-Bruay, Artois-Lys Romane qui regroupe 100 communes et compte 275 327 habitants en 2021.

## Géographie

### Localisation
Localisée dans l'est du département du Pas-de-Calais, Verquin est une commune limitrophe, au nord, de la commune de Béthune (aire d'attraction et chef-lieu d'arrondissement).
Le territoire de la commune est limitrophe de ceux de six communes.
Les communes limitrophes sont Béthune, Drouvin-le-Marais, Fouquières-lès-Béthune, Nœux-les-Mines, Vaudricourt et Verquigneul.

### Géologie et relief
La superficie de la commune est de 3,7 km2 ; son altitude varie de 25  à   52 mètres.

### Hydrographie
Le territoire de la commune est situé dans le bassin Artois-Picardie.
La commune est traversée par le Château du Prieuré Saint-Pry, cours d'eau naturel d'une longueur de 1,1 km, qui prend sa source dans la commune de Vaudricourt et se jette dans le Fossé d'Avesnes au niveau de la commune de Fouquières-lès-Béthune.

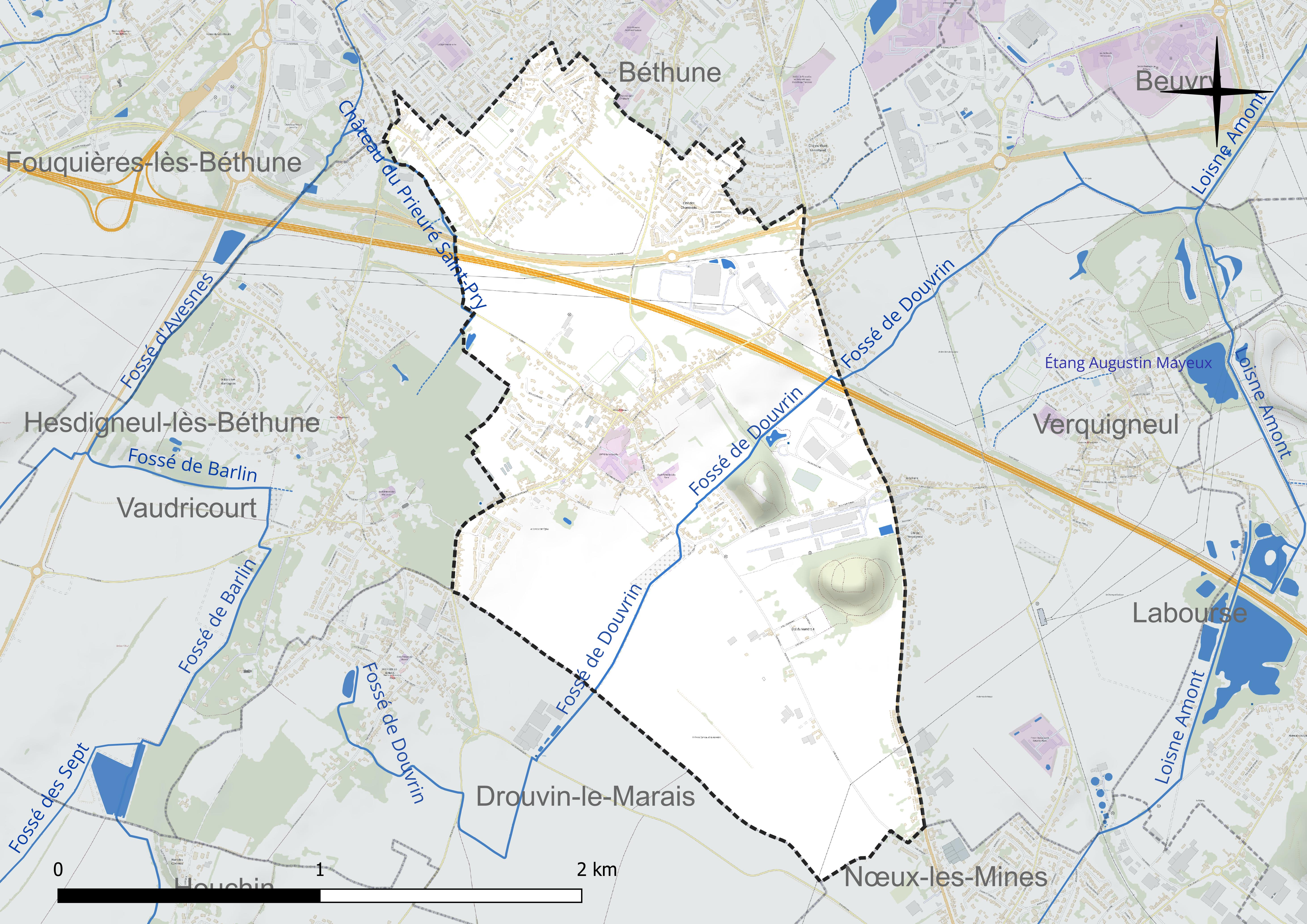
Réseau hydrographique de Verquin.

### Climat
Pour des articles plus généraux, voir Climat des Hauts-de-France et Climat du Pas-de-Calais.
En 2010, le climat de la commune est de type climat océanique dégradé des plaines du Centre et du Nord, selon une étude du CNRS s'appuyant sur une série de données couvrant la période 1971-2000. En 2020, Météo-France publie une typologie des climats de la France métropolitaine dans laquelle la commune est exposée à un climat océanique et est dans la région climatique Côtes de la Manche orientale, caractérisée par un faible ensoleillement (1 550 h/an) ; forte humidité de l’air (plus de 20 h/jour avec humidité relative > 80 % en hiver), vents forts fréquents.
Pour la période 1971-2000, la température annuelle moyenne est de 10,4 °C, avec une amplitude thermique annuelle de 14 °C. Le cumul annuel moyen de précipitations est de 734 mm, avec 12,1 jours de précipitations en janvier et 8,6 jours en juillet. Pour la période 1991-2020, la température moyenne annuelle observée sur la station météorologique la plus proche, située sur la commune de Lillers à 13 km à vol d'oiseau, est de 11,1 °C et le cumul annuel moyen de précipitations est de 731,5 mm,. Pour l'avenir, les paramètres climatiques de la commune estimés pour 2050 selon différents scénarios d'émission de gaz à effet de serre sont consultables sur un site dédié publié par Météo-France en novembre 2022.

### Milieux naturels et biodiversité

#### Zone naturelle d'intérêt écologique, faunistique et floristique
L’inventaire des zones naturelles d'intérêt écologique, faunistique et floristique (ZNIEFF) a pour objectif de réaliser une couverture des zones les plus intéressantes sur le plan écologique, essentiellement dans la perspective d’améliorer la connaissance du patrimoine naturel national et de fournir aux différents décideurs un outil d’aide à la prise en compte de l’environnement dans l’aménagement du territoire.
Le territoire communal comprend une ZNIEFF de type 1 : le terril 37 de Verquin, d’une superficie de 16 hectares et d'une altitude variant de 28  à   63 mètres.

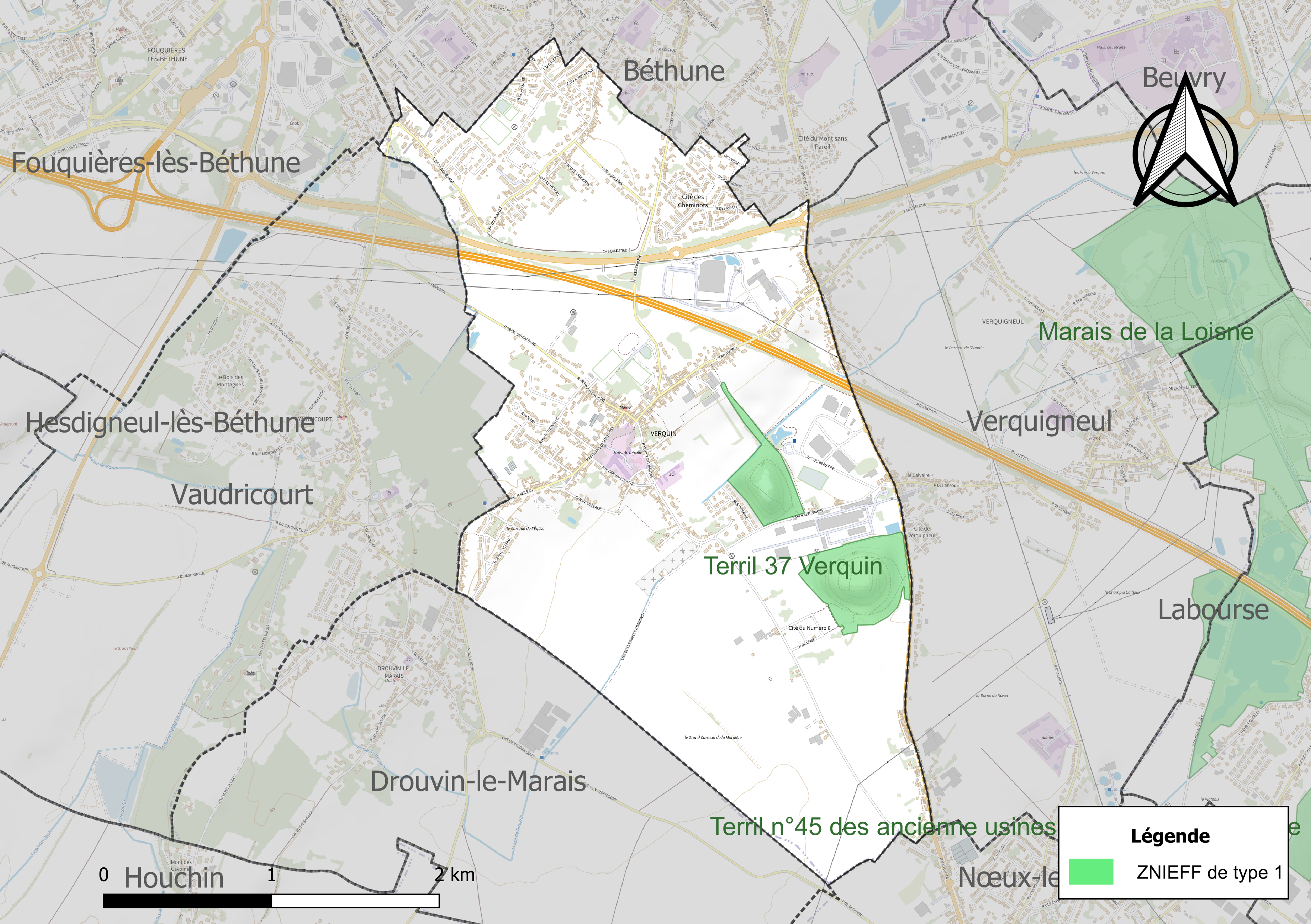
Carte de la ZNIEFF sur la commune.

## Urbanisme

### Typologie
Au 1er janvier 2024, Verquin est catégorisée ceinture urbaine, selon la nouvelle grille communale de densité à sept niveaux définie par l'Insee en 2022.
Elle appartient à l'unité urbaine de Béthune, une agglomération inter-départementale regroupant 94  communes, dont elle est une commune de la banlieue,,. Par ailleurs la commune fait partie de l'aire d'attraction de Béthune, dont elle est une commune de la couronne,. Cette aire, qui regroupe 23 communes, est catégorisée dans les aires de 50 000 à moins de 200 000 habitants,.

### Occupation des sols
L'occupation des sols de la commune, telle qu'elle ressort de la base de données européenne d’occupation biophysique des sols Corine Land Cover (CLC), est marquée par l'importance des territoires agricoles (53,4 % en 2018), en diminution par rapport à 1990 (61,8 %). La répartition détaillée en 2018 est la suivante : 
terres arables (53,4 %), zones urbanisées (39,5 %), mines, décharges et chantiers (7,1 %), forêts (0,1 %). L'évolution de l’occupation des sols de la commune et de ses infrastructures peut être observée sur les différentes représentations cartographiques du territoire : la carte de Cassini (XVIIIe siècle), la carte d'état-major (1820-1866) et les cartes ou photos aériennes de l'IGN pour la période actuelle (1950 à aujourd'hui).

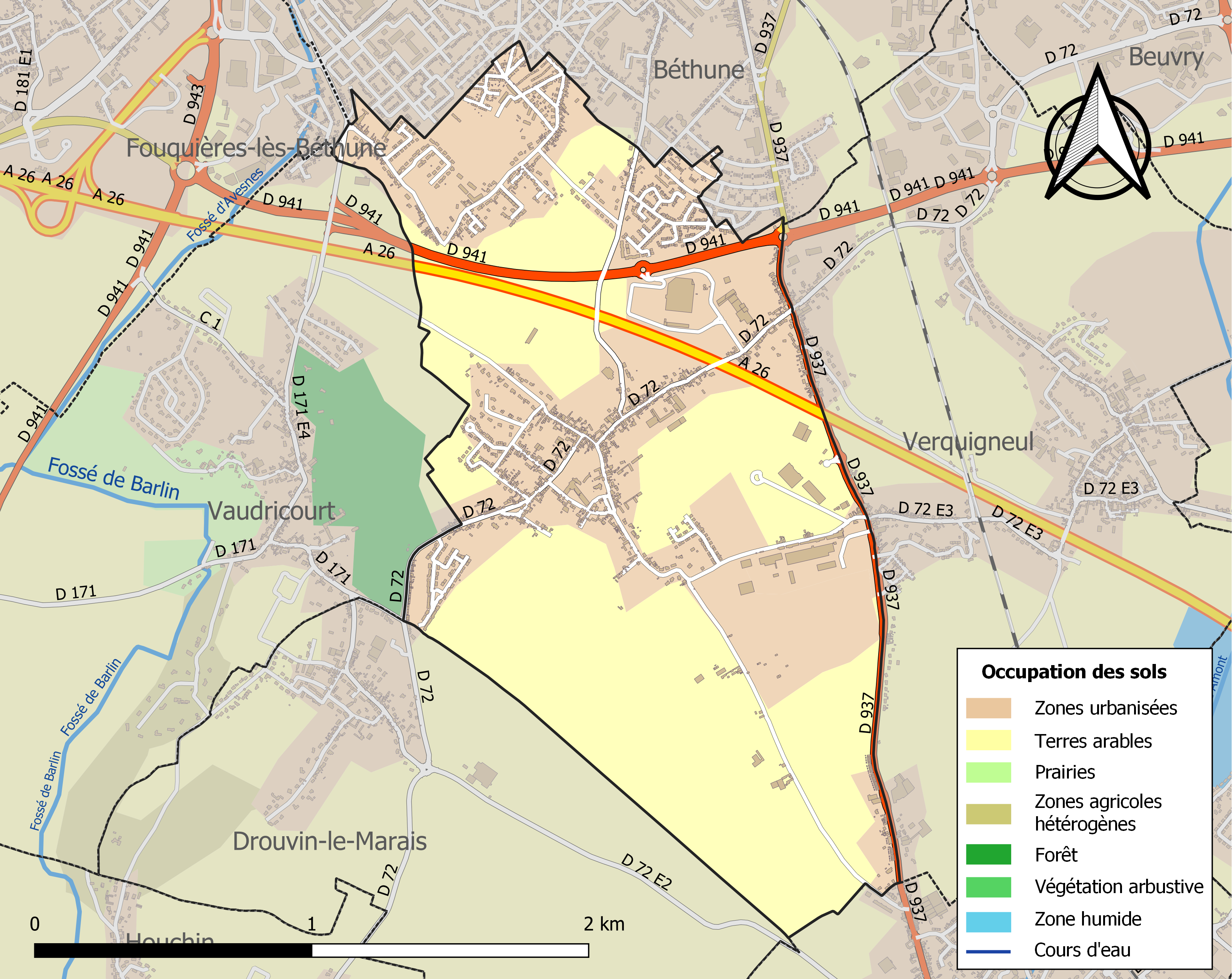
Carte des infrastructures et de l'occupation des sols de la commune en 2018 (CLC).

## Toponymie
Le nom de la localité est attesté sous les formes Werkin (vers 1000) ; Vuerkin (1139) ; Werchin (1235) ; Werkign (1235) ; Brekin (1250) ; Werking (1265) ; Werquin (1372) ; Werquim (1529) ; Wercquin (1530).

## Histoire
Après la Première Guerre mondiale, la commune est décorée de la croix de guerre 1914-1918 par décret du 23 septembre 1920, distinction également attribuée à 276 autres communes du Pas-de-Calais.

## Politique et administration

### Découpage territorial
La commune se trouve dans l'arrondissement de Béthune du département du Pas-de-Calais.

#### Commune et intercommunalités
La commune est membre de la communauté d'agglomération de Béthune-Bruay, Artois-Lys Romane.

#### Circonscriptions administratives
La commune est rattachée au canton de Beuvry.

#### Circonscriptions électorales
Pour l'élection des députés, la commune fait partie de la neuvième circonscription du Pas-de-Calais.

### Élections municipales et communautaires

#### Liste des maires
| Période                                  | Période                     | Identité                        | Étiquette   | Qualité |
| ---------------------------------------- | --------------------------- | ------------------------------- | ----------- | --- |
| Les données manquantes sont à compléter. |                             |                                 |             | |
| 1921                                     | août 1936 (décès)           | Louis Salon (1871-1936)         | SFIO        | Gérant de coopérative |
| octobre 1936                             | février 1939 (décès)        | Auguste Scaillieret (1872-1939) | SFIO        | Mineur retraité |
| ?                                        | ?                           | Louis Mariage                   |             | |
| ?                                        | ?                           | Gustave Tison                   |             | |
| ?                                        | ?                           | César Duraisin                  |             | |
| mars 1959                                | ?                           | Auguste Walle (1913-1976)       | PCF         | Instituteur |
| ca. 1983                                 | ?                           | Pierre Dufresne                 |             | |
| ?                                        | mars 1989                   | René Dollé                      |             | |
| mars 1989                                | 15 mars 2001                | Annie Hoinville                 |             | |
| 15 mars 2001                             | 2 février 2025 (décès)      | Thierry Tassez (1958-2025)      | PS puis DVG | Instituteur retraité, ancien attaché parlementaire Vice-président de la CA de Béthune-Bruay Réélu pour le mandat 2008-2014 Réélu pour le mandat 2014-2020, Réélu pour le mandat 2020-2026, |
| 4 avril 2025                             | En cours (au 10 avril 2025) | Sylvie Bauvais-Tassez,          |             | Proviseur honoraire, directrice de centre de loisirs |

## Population et société

### Démographie

#### Évolution démographique
L'évolution du nombre d'habitants est connue à travers les recensements de la population effectués dans la commune depuis 1793. Pour les communes de moins de 10 000 habitants, une enquête de recensement portant sur toute la population est réalisée tous les cinq ans, les populations de référence des années intermédiaires étant quant à elles estimées par interpolation ou extrapolation. Pour la commune, le premier recensement exhaustif entrant dans le cadre du nouveau dispositif a été réalisé en 2004.

En 2022, la commune comptait 3 452 habitants, en évolution de +0,79 % par rapport à 2016 (Pas-de-Calais : −0,72 %, France hors Mayotte : +2,11 %).
| 1793 | 1800 | 1806 | 1821 | 1831 | 1836 | 1841 | 1846 | 1851 |
| ---- | ---- | ---- | ---- | ---- | ---- | ---- | ---- | ---- |
| 379  | 421  | 467  | 516  | 648  | 665  | 704  | 756  | 782  |

| 1856 | 1861 | 1866 | 1872 | 1876 | 1881 | 1886 | 1891 | 1896 |
| ---- | ---- | ---- | ---- | ---- | ---- | ---- | ---- | ---- |
| 802  | 798  | 802  | 775  | 847  | 858  | 865  | 879  | 912  |

| 1901  | 1906  | 1911  | 1921  | 1926  | 1931  | 1936  | 1946  | 1954  |
| ----- | ----- | ----- | ----- | ----- | ----- | ----- | ----- | ----- |
| 1 118 | 1 530 | 1 663 | 2 071 | 2 055 | 2 290 | 2 326 | 2 400 | 3 143 |

| 1962  | 1968  | 1975  | 1982  | 1990  | 1999  | 2004  | 2006  | 2009  |
| ----- | ----- | ----- | ----- | ----- | ----- | ----- | ----- | ----- |
| 3 696 | 3 393 | 3 242 | 3 385 | 3 453 | 3 248 | 3 191 | 3 201 | 3 305 |

| 2014  | 2019  | 2022  | - | - | - | - | - | - |
| ----- | ----- | ----- | - | - | - | - | - | - |
| 3 459 | 3 501 | 3 452 | - | - | - | - | - | - |

#### Pyramide des âges
En 2018, le taux de personnes d'un âge inférieur à 30 ans s'élève à 34,3 %, soit en dessous de la moyenne départementale (36,7 %). À l'inverse, le taux de personnes d'âge supérieur à 60 ans est de 26,3 % la même année, alors qu'il est de 24,9 % au niveau départemental.
En 2018, la commune comptait 1 699 hommes pour 1 777 femmes, soit un taux de 51,12 % de femmes, légèrement inférieur au taux départemental (51,50 %).
Les pyramides des âges de la commune et du département s'établissent comme suit.
| Hommes | Classe d’âge | Femmes |
| ------ | ------------ | ------ |
| 0,2    | 90 ou +      | 1,9    |
| 5,6    | 75-89 ans    | 7,8    |
| 17,6   | 60-74 ans    | 19,3   |
| 21,3   | 45-59 ans    | 18,4   |
| 19,7   | 30-44 ans    | 19,5   |
| 16,4   | 15-29 ans    | 14,2   |
| 19,1   | 0-14 ans     | 18,9   |

| Hommes | Classe d’âge | Femmes |
| ------ | ------------ | ------ |
| 0,5    | 90 ou +      | 1,6    |
| 5,6    | 75-89 ans    | 8,9    |
| 16,7   | 60-74 ans    | 18,1   |
| 20,2   | 45-59 ans    | 19,2   |
| 18,9   | 30-44 ans    | 18,1   |
| 18,2   | 15-29 ans    | 16,2   |
| 19,9   | 0-14 ans     | 17,9   |

## Culture locale et patrimoine

### Lieux et monuments
- L'église Saint-Amé.
- Le monument aux morts.
- La stèle commémorative "Brazzaville, Capitale de la France Libre"
- La stèle des Charitables
- Arena Béthune-Bruay, ZAC du Beau Pré : Centre régional d'arts martiaux

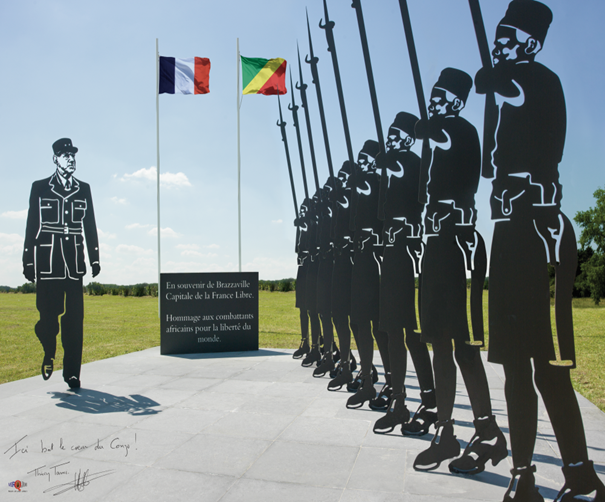
Souvenir de Brazzaville Capitale de la France Libre et hommage aux soldats Africains

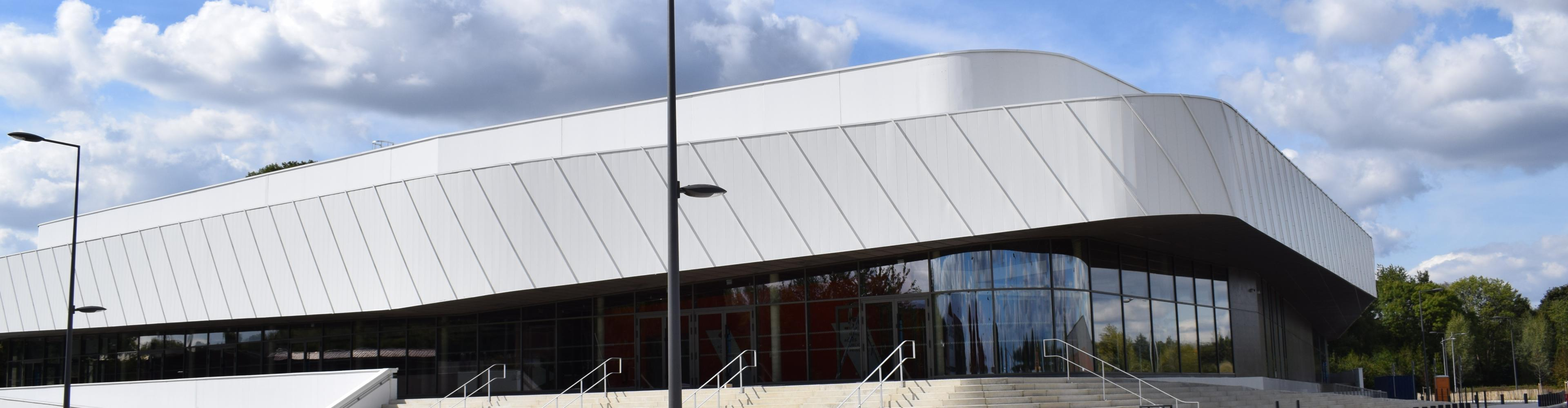
Centre Régional d'Arts Martiaux

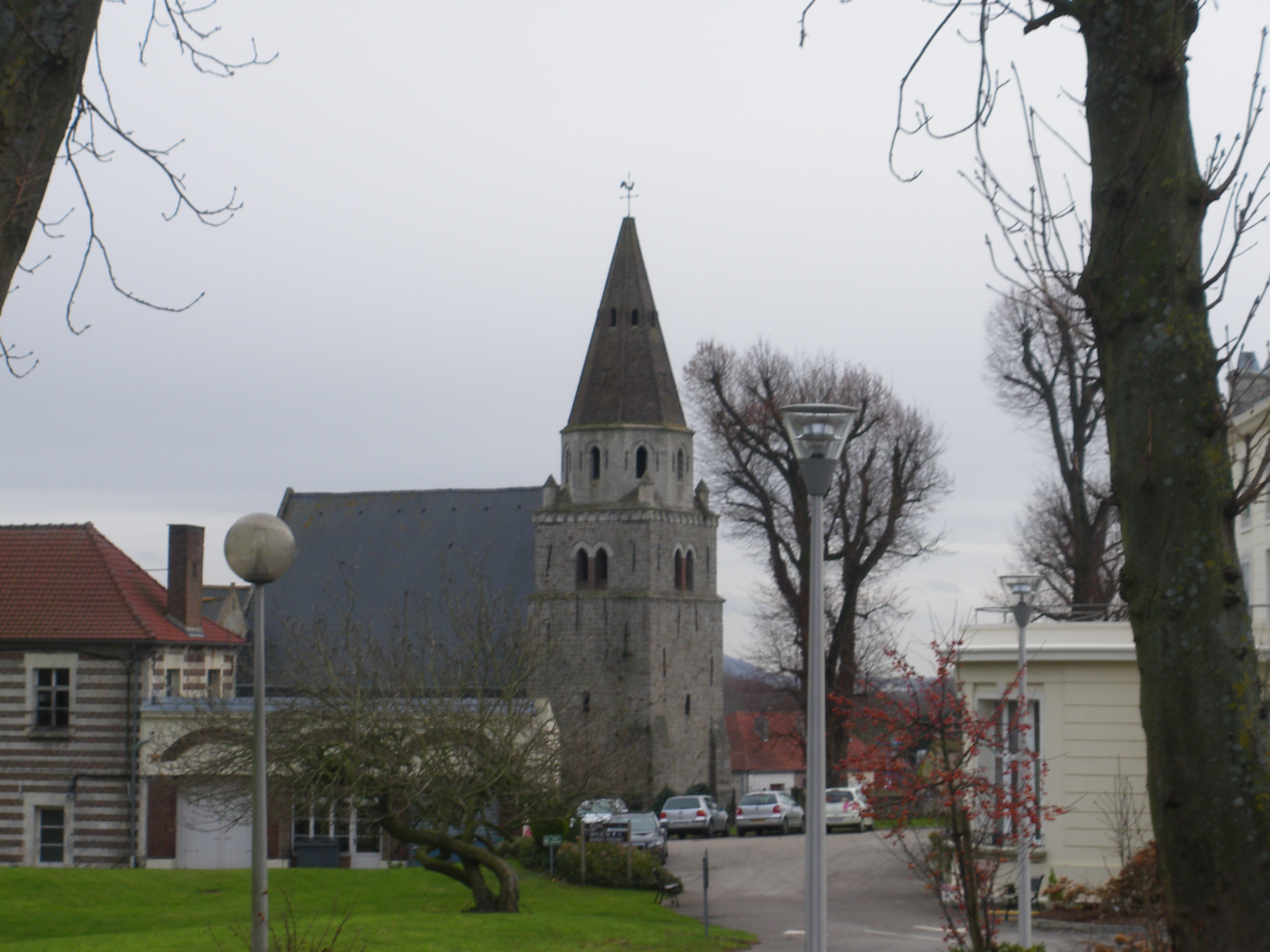
L'église.
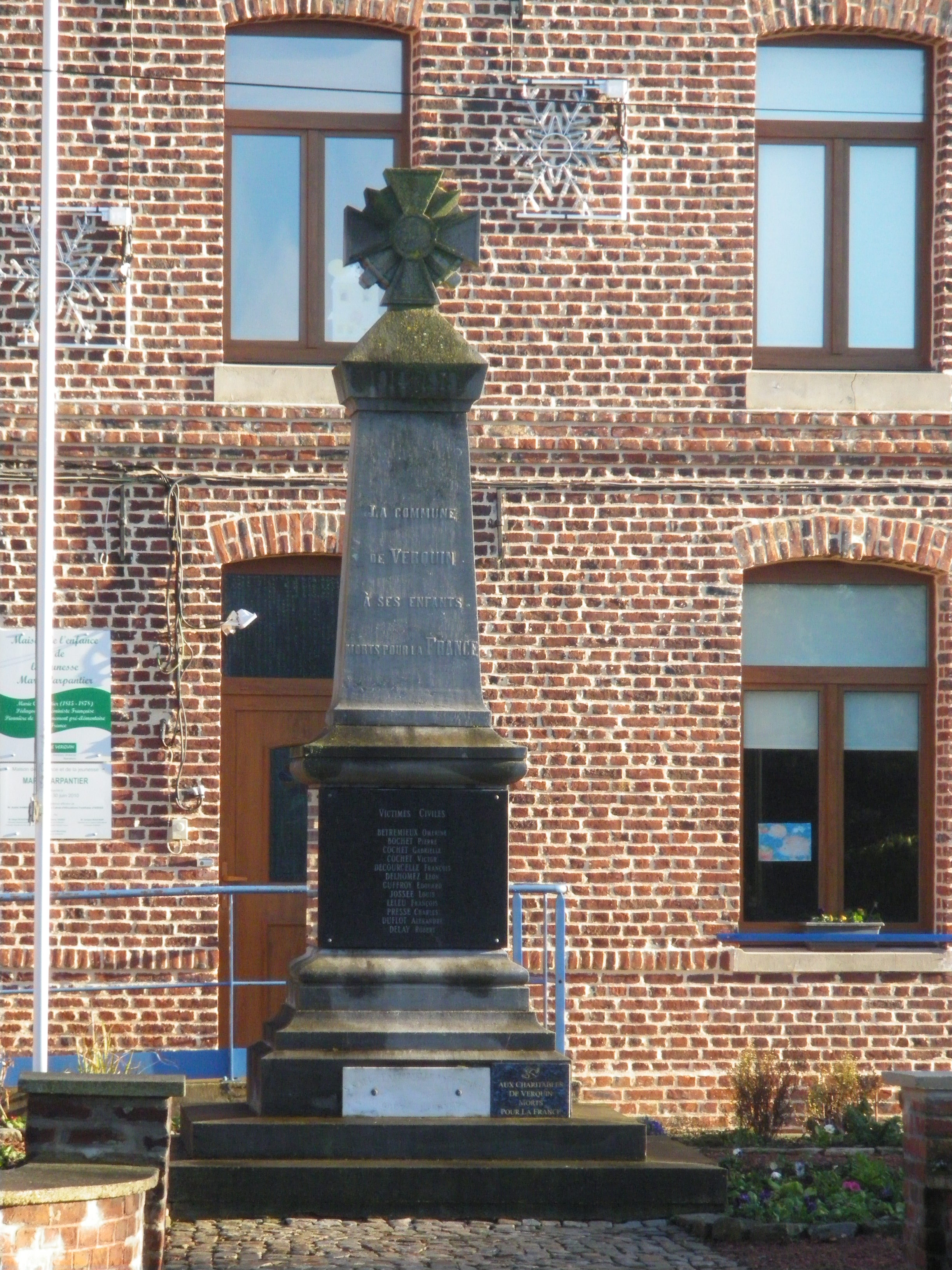
Le monument aux morts.

### Héraldique
| Armes de Verquin | Les armes de Verquin se blasonnent ainsi : d'argent à la lampe de mineur de gueules, ajourée du champ, de laquelle sort un bouquet de six épis de blé cousus d'or, trois à dextre et trois à senestre, surmontée de deux écussons d'or fretté de six pièces aussi de gueules à dextre et de gueules chargé de trois fasces ondées aussi d'argent et d'un lion du même brochant. |

## Pour approfondir

#### Bases de données, dictionnaires et encyclopédies
- Ressources relatives à la géographie :   - Insee (communes)
  - Ldh/EHESS/Cassini
- Ressource relative à plusieurs domaines :   - Annuaire du service public français
- Notices d'autorité :   - BnF (données)